# Division 1 i fotboll 1996
Division I i fotboll 1996 var 1996 års säsong av Division I som bestod av två serier, med 14 lag i varje serie. Det var då Sveriges näst högsta division. Varje serievinnare gick upp till Allsvenskan och de tre sämsta degraderades till Division II. Tabelltvåorna gick till allsvenskt kvalspel och lagen på elfte plats kvalade för att undvika nedflyttning till Division 2. Det gavs 3 poäng för vinst, 1 poäng för oavgjort och 0 poäng för förlust.

## Serier

### Norra
Västerås SK vann serien och gick till Allsvenskan. Hammarby IF kom på andra plats och gick till kvalspel till Allsvenskan.
| Nr | Lag               | S  | V  | O | F  | GM | IM | MS  | P  |
| -- | ----------------- | -- | -- | - | -- | -- | -- | --- | -- |
| 1  | Västerås SK       | 26 | 19 | 3 | 4  | 62 | 27 | +35 | 60 |
| 2  | Hammarby IF (N)   | 26 | 16 | 4 | 6  | 61 | 37 | +24 | 52 |
| 3  | Spårvägens FF (U) | 26 | 14 | 5 | 7  | 51 | 28 | +23 | 47 |
| 4  | GIF Sundsvall     | 26 | 11 | 9 | 6  | 50 | 35 | +15 | 42 |
| 5  | IF Brommapojkarna | 26 | 13 | 2 | 11 | 36 | 41 | −5  | 41 |
| 6  | IK Brage          | 26 | 11 | 7 | 8  | 42 | 37 | +5  | 40 |
| 7  | Gefle IF          | 26 | 12 | 3 | 11 | 38 | 36 | +2  | 39 |
| 8  | Hertzöga BK (U)   | 26 | 9  | 6 | 11 | 29 | 39 | −10 | 33 |
| 9  | IFK Luleå         | 26 | 10 | 2 | 14 | 33 | 49 | −16 | 32 |
| 10 | Vasalunds IF      | 26 | 8  | 7 | 11 | 43 | 45 | −2  | 31 |
| 11 | Visby IF Gute     | 26 | 9  | 3 | 14 | 34 | 47 | −13 | 30 |
| 12 | IK Sirius         | 26 | 6  | 8 | 12 | 29 | 34 | −5  | 26 |
| 13 | BK Forward        | 26 | 5  | 5 | 16 | 30 | 51 | −21 | 20 |
| 14 | Gimonäs CK (U)    | 26 | 4  | 6 | 16 | 26 | 58 | −32 | 18 |

### Södra
IF Elfsborg vann serien och gick till Allsvenskan. Ljungskile SK kom på andra plats och gick till kvalspel till Allsvenskan.
| Nr | Lag                    | S  | V  | O  | F  | GM | IM | MS  | P  |
| -- | ---------------------- | -- | -- | -- | -- | -- | -- | --- | -- |
| 1  | IF Elfsborg            | 26 | 15 | 5  | 6  | 59 | 24 | +35 | 50 |
| 2  | Ljungskile SK          | 26 | 13 | 9  | 4  | 53 | 33 | +20 | 48 |
| 3  | Stenungsunds IF        | 26 | 14 | 3  | 9  | 36 | 31 | +5  | 45 |
| 4  | BK Häcken              | 26 | 13 | 5  | 8  | 54 | 36 | +18 | 44 |
| 5  | Mjällby AIF (U)        | 26 | 10 | 7  | 9  | 48 | 40 | +8  | 37 |
| 6  | IFK Hässleholm         | 26 | 9  | 10 | 7  | 29 | 40 | −11 | 37 |
| 7  | Gunnilse IS            | 26 | 8  | 10 | 8  | 33 | 39 | −6  | 34 |
| 8  | Västra Frölunda IF (N) | 26 | 9  | 5  | 12 | 43 | 37 | +6  | 32 |
| 9  | Motala AIF (U)         | 26 | 8  | 7  | 11 | 32 | 39 | −7  | 31 |
| 10 | Åtvidabergs FF (U)     | 26 | 7  | 10 | 9  | 25 | 36 | −11 | 31 |
| 11 | Falkenbergs FF         | 26 | 8  | 7  | 11 | 35 | 47 | −12 | 31 |
| 12 | Lundby IF (U)          | 26 | 8  | 5  | 13 | 37 | 53 | −16 | 29 |
| 13 | Gais                   | 26 | 5  | 9  | 12 | 41 | 52 | −11 | 24 |
| 14 | Kalmar FF              | 26 | 5  | 8  | 13 | 21 | 39 | −18 | 23 |

## Kval till Allsvenskan
| Lag 1         | Totalt | Lag 2          | Match 1 | Match 2 |
| ------------- | ------ | -------------- | ------- | ------- |
| Hammarby IF   | 3-4    | Trelleborgs FF | 2-1     | 1-3     |
| Ljungskile SK | 3-3    | Umeå FC        | 0-1     | 3-2     |

Trelleborgs FF kvarstår i Allsvenskan, Ljungskile SK flyttas upp till Allsvenskan, Umeå FC flyttas ned till Division 1.

## Kval till division I
Omgång 1

| Lag 1        | Totalt | Lag 2          | Match 1 | Match 2   |
| ------------ | ------ | -------------- | ------- | --------- |
| Piteå IF     | 0-3    | Visby IF Gute  | 0-2     | 0-1       |
| Enköpings SK | 5-4    | Sandvikens IF  | 2-2     | 3-2 förl. |
| Kalmar AIK   | 2-7    | Falkenbergs FF | 1-5     | 1-2       |
| Högaborgs BK | 2-4    | Qviding FIF    | 1-1     | 1-3       |

Omgång 2

| Lag 1          | Totalt | Lag 2        | Match 1 | Match 2 |
| -------------- | ------ | ------------ | ------- | ------- |
| Visby IF Gute  | 2-3    | Enköpings SK | 1-0     | 1-3     |
| Falkenbergs FF | 6-4    | Qviding FIF  | 4-2     | 2-2     |

Falkenbergs FF kvarstår i division I, Enköpings SK flyttas upp till division I division I 1997, Visby IF Gute flyttas ned till division II 1997.